# 프랑스의 앙리에트 마리
프랑스의 앙리에트 마리(프랑스어: Henriette Marie de France, 영어: Henrietta Maria of France, 1609년 11월 25일 ~ 1669년 9월 10일)는 프랑스 왕 앙리 4세의 막내딸이며 잉글랜드 왕 찰스 1세의 왕비이다. 찰스 2세와 제임스 2세의 모후이며 윌리엄 3세의 외조모이자 메리 2세와 앤 자매의 조모이다.
1533년 헨리 8세의 종교개혁이래 잉글랜드는 엘리자세스 1세 시대를 거치며 성공회가 뿌리내리고 있었다. 그래서 잉글랜드 국민들은 카톨릭 교도인 왕비에 대한 거부감이 심했다. 더불어 왕의 총신 버킹엄 공작의 이간질로 신혼초에 부부관계는 좋치 못했다.
1640년대에 잉글랜드에서 내전(청교도 혁명)이 발발하자 남편을 돕기 위한 전쟁자금 모금에 앞장섰다. 내전상황이 왕당파에게 불리하게 돌아가자 자녀들과 프랑스로 피난하였으나 프랑스에서의 삶은 곤궁했다. 1649년에 남편 찰스 1세가 처형되고 공화정이 시작되자 어려움은 배가되었다. 1660년에 왕정복고가 되면서 아들 찰스 2세가 즉위한후 잉글랜드로 돌아갔다가 말년에는 프랑스에서 머물렀다.

## 생애

### 유년기
1609년 프랑스 루브르 궁에서 프랑스 왕 앙리 4세와 그의 두번째 왕비 마리 드 메디시스 사이에서  막내딸로 태어났다. 한 살 때 부왕 앙리 4세가 암살당하면서 어머니와 오빠 루이 13세의 궁정에서 성장했다.

### 결혼 생활

#### 정략결혼
남편 찰스 1세는 왕세자 시절인 1623년 그의 나이 23살때 부친 제임스 1세에 의해 스페인 왕녀와의 혼인을 추진했었다. 그러나 스페인 국왕 펠리페 3세의 딸 안나 마리아(Infanta Maria Anna)와 결혼은 성사되지 못했다. 소위 ‘스페인-가톨릭 커넥션’을 반 잉글랜드적 태도로 받아들이던 당시 잉글랜드 내 분위기에서 찰스의 혼인 협상은 우려와 비판을 불렀고, 결국 체면만 구긴 채 아무 실속 없이 백지화되었다. 그러나 찰스 1세는 왕위에 오른 직후 끝내 가톨릭 대국 프랑스 부르봉 왕가의 공주와 혼인을 추진했다.
마리 앙리에타는 1625년 6월 13일 15세에 잉글랜드 켄트주 캔터베리에 있는 세인트 오거스틴 교회에서 245의 잉글랜드 왕 찰스 1세와 혼인했으나 로마 가톨릭 교회 국가인 프랑스의 왕실에서 태어나 독실한 가톨릭 신자였던 앙리에타 마리는 종교상 이유로 잉글랜드 국교인 성공회의 방식으로 치러지는 잉글랜드의 대관식은 치르지 않았다.

#### 부부불화
혼인 초 두 사람은 종교, 성격등의 문제로 인해 부부사이가 몹시 않좋았다. 앙리에타 마리아는 프랑스에서 로마 가톨릭 교회 신도 수행원들을 지나치게 많이 데려왔기 때문에 막대한 체류비를 잉글랜드 왕실이 책임지게 되었는데, 이는 찰스 1세에게 큰 부담이 되었다. 결국 찰스 1세가 자신의 비(妃)인 앙리에타 마리아를 돕는 로마 가톨릭 교회 사제와 시녀 2명을 제외하고 대부분을 모조리 돌려보내면서 관계는 더욱 악화되었다. 
새 왕국에 정을 붙이지 못한 앙리에타 마리아가 모국인 프랑스를 향한 창가 주변을 자주 서성이는 장면이 목격되자 격노한 찰스 1세는 앙리에타 마리아를 의도적으로 멀리했다. 이후에도 부부는 만날 때마다 서로 싸우고 반목하면서 몇 주간 만나지 않았고 얼굴을 재대면하면 참지 못하고 서로 공격하곤 했다. 

#### 버킹엄 공작
왕의 총신인 버킹엄 공작 조지 빌리어즈(George Villiers, 1st Duke of Buckingham)로 인해 부부사이는 더욱 않좋아졌다. 앙리에타 마리아는 남편과의 사이를 이간질하는 버킹엄 공작을 몹시 싫어했다. 그러나 버킹엄 공작이 1628년 8월 23일에 암살당하자 부부 관계는 곧 좋아졌다. 선왕 제임스 1세때부터 총신의 자리에 있던 버킹엄 공작은 이후 여러 실정을 거듭하며 잉글랜드 국민들이 매우 싫어하는 인물이었다. 찰스 1세가 의회와 대립하게 만든것도 버킹엄 공작이 저지른 많은 실정 때문이기도 했다. 그가 암살당하자 잉글랜드 국민들은 거리에 나와 환호할 정도였다.
그러나 캔터베리 대주교인 윌리엄 로드나 스태포드 백작 토머스 웬트워스와 같은 잉글랜드 내의 실력자들은 독실한 로마 가톨릭 교회 신앙을 가진 앙리에타 마리와 찰스 1세 사이가 좋아지자 이를 경계했다. 카톨릭 교도인 왕비의 영향력이 점차 커져갔기 때문이다. 그들이 걱정하던 대로 아내의 영향을 받기 시작한 찰스1세는 예전과 달리 친-로마 가톨릭, 친-프랑스 성향으로 바뀌어갔다. 1630년경 왕권과 신권의 충돌로 잉글랜드 정계가 점차 갈등에 빠져들면서 점증하는 앙리에타 마리의 국정 참여는 논쟁하는 대상이 됐다. 앙리에타 마리는 스페인과 외교상 접근을 추구하였던 청교도 관리와 의원들을 매우 혐오했고 하원을 장악하여 그들에게 맞섰다. 같은 로마 가톨릭 교회 신도에게 관심과 동정심이 많았던 앙리에타 마리는 1638년 예수회 수사였던 리처드 블런트가 죽자 자신의 개인 예배당인 서머싯 하우스에서 장례 미사를 치루기도 해 물의를 일으켰다.

#### 비솝 전쟁
왕권신수사상을 신봉했던 남편 찰스 1세는 왕권을 견제하는 의회의 존재를 원칙상 부당한 것이라 생각했다. 그러나 스코틀랜드 출신의 스튜어트 왕조의 잉글랜드내에 지지기반은 아직 약했다. 더욱이 여러 실정이 거듭되면서 의회와는 자주 갈등하였다. 유럽의 30년전쟁에 잉글랜드도 참전했는데 연패하면서 재정이 악화되었다. 필요한 전비를 충당하기 위해 의회와 대립하다가 단독으로 증세를 추진하며 갈등은 심화되어갔다.
이런 와중에 스코틀랜드와 전쟁을 벌였다. 종교적 신념에 가득찬 찰스 1세가 잉글랜드 국교회의 예배의식을 스코틀랜드의 장로교회에 강요하면서 갈등이 불거졌다. 스코틀랜드가 반발하자 찰스 1세는 이를 국왕에 대한 도적으로 받아들이며 1640년에 전쟁을 감행했다. 의회의 지원없이 치른전쟁에서 패배하며 막대한 배상금 지급을 조건으로 강화조약을 맺었다. 전쟁시작 이전부터 앙리에타 마리는 남편 찰스1세를 돕기 위한 자금모집에 앞장섰다. 그러나 그 대상이 로마 교황 우르바노 8세, 모국인 프랑스 왕실등 주로 가톨릭 교계였다는 사실이 알려지면서 많은 잉글랜드인의 분노를 샀다. 

### 청교도 혁명
1641년 가을, 아일랜드에서 민중봉기가 일어났다. 이 봉기 역시 해묵은 종교 갈등이 곪아터진 경우였다. 비숍전쟁 뒷처리와 아일랜드 봉기 등 산적한 문제들을 타결하기 위해 의회가 열렸으나, 찰스 1세는 의회와 충돌하였고 내전으로 치닷고 말았다. 1642년 8월, 분쟁이 시작됐을 때 앙리에타 마리는 유럽 대륙에 있었다. 네덜란드를 시작으로 왕비는 유럽 대륙을 돌아다니면서 원조금을 모았다. 1643년 초까지 잉글랜드에 입국하지는 못했으나 많은 무기와 군대로 무장하고서 결국 잉글랜드 동해안에 있는 요크셔 주 블리들링턴에 상륙했다. 요크에 본부를 만들고서 남아 있던 왕실 세력과 합류했다. 
찰스1세와 옥스퍼드에서 재회하기까지 그녀는 잉글랜드 북부에서 군인들과 함께 몇 달을 기다려야만 했다. 1644년 4월 앙리에타 마리가 출산하고자 엑시터로 떠나고서 두 사람은 서로 다시는 못 봤다. 내전 상황이 악화되자 앙리에타 마리는 막내 헨리에타 앤을 출산한 직후인 1644년 7월 결국 자녀들과 함께 프랑스로 피신했다. 다만 이제 갓 태어난 헨리에타 앤은 모르톤 부인에게 맡겨 잉글랜드에 남겨두었다. 막내딸은 2년후에 프랑스로 건너와서 상봉하게 되었다.

### 망명과 말년
프랑스에서의 생활은 프랑스 왕실의 무관심 속에 고단하기만 했다. 1649년 1월에 남편 찰스 1세가 처형되고 잉글랜드에 공화정이 세워지자 프랑스 왕실의 푸대접을 받으면서 어려움은 배가되었다. 사실 프랑스 왕실의 상황도 만만치 않았다. 1635년부터 프랑스는 30년전쟁에 본격적으로 뛰어든 상태였고 1648년 베스트팔렌 조약 체결이후에도 스페인과 전쟁을 지속하고 있었다. 증세에 대한 국민 저항으로 프롱드의 난이 일어나면서 프랑스 왕 루이 14세와 함께 앙리에타 마리의 가족은 파리를 탈출하여 숨어지내면서 실로 곤궁한 생활을 하기도 했다. 
프롱드의 난이 진압된후 앙리에타 마리는 독특한 인물인 케넬름 딕비 경을 자신의 재무 관리인으로 삼아서 프랑스 파리에 정착했다. 태어난 곳인 루브르궁에서 머물긴 했지만 당시 루브르는 파리를 싫어했던 조카, 루이 14세와 자신의 올케언니인 안 도트리슈에게 버려지다시피한 궁이었던 탓에 생활은 곤궁했다. 그녀는 언젠가는 성공회를 믿는 잉글랜드로 되돌아가 왕관을 되찾아야 한다고 생각했다. 그래서 망명 왕당파들과 자신의 장남 찰스가 막내아들인 헨리를 성공회에서 가톨릭으로 개종시키려하자 몹시 화내기도 했다. 
내전기간 동안에 남편 찰스 1세를 돕던 장남 찰스는 왕위를 되찾기 위해서 스코틀랜드 왕에 오른후 1651년에 잉글랜드와 전쟁을 일으켰으나 우스터 전투에서 패배한후 유럽을 돌아다니며 재기를 도모하고 있었다. 차남 제임스는 프랑스 군에 입대하여 복무하며 경력을 쌓아 나갔다. 마리는 막내딸을 교육시키며 훗날을 대비하며 시간을 보냈다. 
잉글랜드 왕정 복고가 이루어지자 앙리에타 마리는 1660년 10월 잉글랜드로 돌아가 1665년까지 런던의 서머싯 하우스에서 거주했다. 이후에는 죽을 때까지 프랑스에 머물렀다. 앙리에타 마리는 1669년 프랑스 샤토 드 콜롱베에서 별세한 후 프랑스 왕족들의 묘소인 생 드니에 안치됐다.

## 자녀
| 사진 | 이름                           | 생일             | 사망                   | 기타                                                                 |
| ---- | ------------------------------ | ---------------- | ---------------------- | -------------------------------------------------------------------- |
|      | 찰스                           | 1629년 5월 13일  | 1629년 5월 13일        | 요절.                                                                |
|      | 찰스                           | 1630년 5월 29일  | 1685년 2월 6일(54세)   | 후임 잉글랜드 국왕. 적자 없고 서자만 있음.                           |
|      | 오라녜 공비 프린세스 로열 메리 | 1631년 11월 4일  | 1660년 12월 24일(29세) | 빌럼 2세 판 오라녜와 결혼. 슬하 1남.                                 |
|      | 제임스                         | 1633년 10월 14일 | 1701년 9월 26일(67세)  | 후임 잉글랜드 국왕, 퇴위 앤 하이드와 결혼, 사별 모데나의 메리와 결혼 |
|      | 엘리자베스                     | 1635년 12월 29일 | 1650년 9월 8일(14세)   | 요절.                                                                |
|      | 앤                             | 1637년 3월 17일  | 1640년 11월 5일(3세)   | 요절.                                                                |
|      | 캐서린                         | 1639년 6월 29일  | 1639년 6월 29일        | 태어나자마자 사망.                                                   |
|      | 헨리                           | 1640년 7월 8일   | 1660년 9월 13일(20세)  | 글로스터 공작, 요절.                                                 |
|      | 앙리에타                       | 1644년 6월 16일  | 1670년 6월 30일(26세)  | 요절.                                                                |